# Valea Nucarilor
Valea Nucarilor – wieś w Rumunii, w okręgu Tulcza, w gminie Valea Nucarilor. W 2011 roku liczyła 954 mieszkańców.